# Sylvain Chauveau
Pour les articles homonymes, voir Chauveau.
Sylvain Chauveau, né en 1971, est un compositeur français, issu de la scène rock et inspiré tant par la musique de chambre minimale que par la peinture abstraite (Aurélie Nemours, Mark Rothko, Robert Ryman, Agnès Martin). Il travaille notamment sur la diminution de l'impact écologique de la pratique musicale.

## Biographie
Dès l'année 1998, Sylvain Chauveau se consacre à ses projets solo. S'écartant du chemin traditionnel de la scène française, il compose des pièces minimalistes qui laissent souvent une place au silence.
Ses disques sont sortis sur les labels FatCat, Sub Rosa, Flau, Les Disques du Soleil et de l'Acier, Type, Brocoli, Creative Sources, Nature Bliss, Ici d'Ailleurs, Sonic Pieces. Il s'est produit en concert en Europe, en Asie et en Amérique du Nord, mais depuis 2019 il ne voyage plus que par transports bas carbone (train, vélo).
Sylvain Chauveau fait également partie de l'ensemble 0 (avec notamment Stéphane Garin et Joël Merah) et du groupe Arca (avec Joan Cambon).
Il a composé des bandes originales de films ainsi que des musiques pour des pièces chorégraphiques.

## Discographie
- "Politique du Silence" (Minority Records, 2024)[3]
- Le Livre noir du capitalisme (2000, rééditions en 2002 et 2008 : The Black Book of Capitalism)
- Nocturne impalpable (2001)
- Un autre décembre (2003)
- Des plumes dans la tête (2004), bande originale
- Down to the Bone – An Acoustic Tribute to Depeche Mode (2005)
- S. (2007)
- Nuage (2007)
- Touching Down Lightly (2009)
- Singular Forms (Sometimes Repeated) (2010)
- Abstractions (2012)
- Simple (Rare and Unreleased Pieces 1998-2010) (2012)
- Kogetsudai (2013)
- How to Live in Small Spaces (2015)
- Post-Everything (2017)
- Pianisme (2019), compilation
- Life Without Machines (2020)
- L'effet rebond (2022)
- ultra-minimal (live, 2024)